# TemplateMonster
TemplateMonster — IT-компанія, що розробляє та продає шаблони сайтів та інші вебрішення. З асортиментом більш ніж 100 000 одиниць компанія є одним із найбільших постачальників шаблонів сайтів. Штаб-квартира TemplateMonster знаходиться у Брукліні, Нью-Йорк. Сайт компанії Templatemonster.com входить до 5000 найбільш відвідуваних світових сайтів за версією Alexa.

## Загальна інформація
TemplateMonster продає HTML5- та Bootstrap-шаблони, шаблони для CMS і платформ E-commerce, шаблони PSD та елементи корпоративного стилю. Список універсальних CMS, підтримуваний TemplateMonster, включає WordPress, Drupal, Joomla та MotoCMS. Також компанія створює шаблони сайтів для платформ електронної комерції, включаючи Magento, VirtueMart, ZenCart, PrestaShop, OpenCart, Shopify, osCommerce, WooCommerce. Кожен шаблон, створюваний TemplateMonster, орієнтований на конкретні галузі: фотостудії, ресторани, клініки і т. д. TemplateMonster.com також співпрацював з Microsoft adCenter.

## Історія
Компанія TemplateMonster була створена 24 травня 2002. В основі ідеї нового бізнесу знаходилось розуміння, що індивідуальна розробка сайту була занадто дорогою для багатьох замовників. В результаті однієї з основних цілей TemplateMonster стало пропозиція готових рішень для створення сайтів, які будуть доступнішими індивідуальної розробки, пропонованої вебстудіями. В 2002 команда дизайнерів і розробників TemplateMonster сконцентрувалася на шаблонах HTML і Flash для сайтів. Крім того, компанія пропонувала елементи корпоративного стилю (наприклад, шаблони логотипів) для різних галузей. Пізніше в портфоліо TemplateMonster додалися рішення для популярних CMS, конструкторів сайтів і платформ E-commerce:
- у 2005 компанія почала розробку шаблонів для osCommerce і Zen Cart;
- у 2006 перша тема Wordpress з'явилася в каталозі компанії;
- у 2007 почалася розробка шаблонів для Joomla;
- у 2008 TemplateMonster почав розробку шаблонів для Drupal і Magento;
- у 2010 компанія почала працювати з шаблонами PrestaShop і VirtueMart;
- у 2012 в магазині TemplateMonster з'явився перший шаблон OpenCart;
- у 2013 на сайт templatemonster.com були додані шаблони Shopify і Wix.
- У 2013 році компанію придбав приватний акціонерний фонд із США[5].
- у 2017 компанія перейшла на нову бізнес-модель та перетворилася на маркетплейс цифрових продуктів.
- у 2019 був запущений сервіс One, який дозволяє купувати продукти за передплатою.

## Факти
Компанія випустила 10 000-й шаблон 29 грудня 2005 року. До кінця червня 2014 TemplateMonster випустив близько 50 000 шаблонів. Проте частина шаблонів, що була випущена раніше, до того часу все застаріла та була видалена з магазину. На початок 2019 в каталозі компанії є в наявності біля 21 000 унікальних шаблонів від більш ніж 1600 авторів.